# Witkówki (wieś w województwie wielkopolskim)
Witkówki – wieś w Polsce położona w województwie wielkopolskim, w powiecie kościańskim, w gminie Kościan.
W latach 1975–1998 miejscowość administracyjnie należała do województwa leszczyńskiego.